# Ca l'Estrada (Lluçà)
Ca l'Estrada és una masia de Lluçà (Lluçanès) inclosa a l'Inventari del Patrimoni Arquitectònic de Catalunya.

## Descripció
Casa de grans dimensions amb dues parts diferenciades. L'edifici original que forma la casa coberta amb teulada a dues vessants, antigament amb desaigua a la façana principal. L'altra cos el formà un edifici amb galeries sustentat per una columna datada el 1870. Davant aquesta galeria hi ha una llinda amb la inscripció: "Pau Estrada me fecit 1750".

## Història
La història de l'Estrada és força similar a la de la seva casa veïna Gonfaus. Són cases molt antigues que prosperen a partir del segle xv, i en el cas de l'Estrada és reedificaren en el segle xviii per ampliar-se al segle xix.